# Rząd Menyhérta Lónyaya

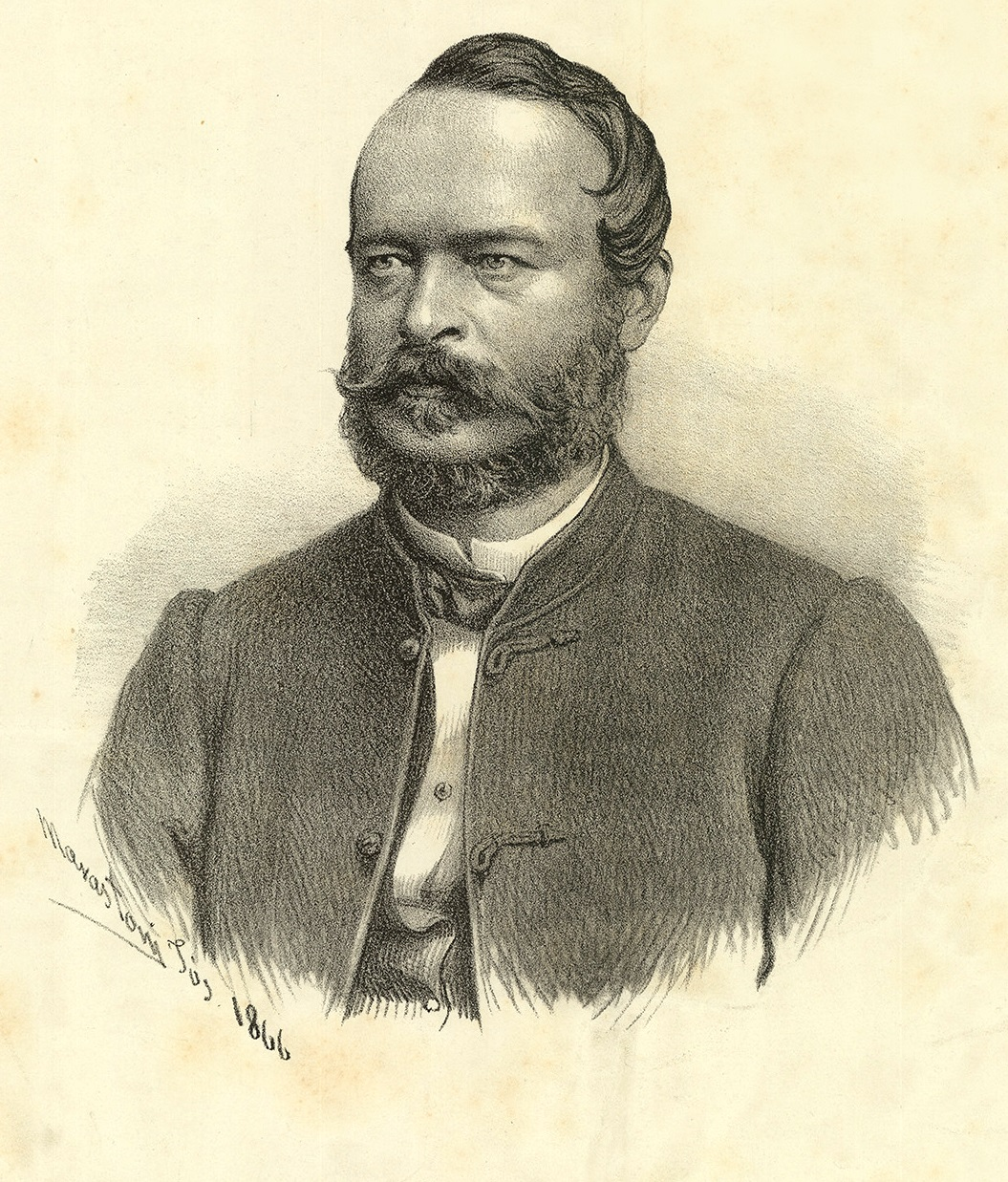
Menyhért Lónyay

Rząd Menyhérta Lónyaya – rząd Królestwa Węgier, działający od 14 listopada 1871 do 5 grudnia 1872, pod przewodnictwem premiera Menyhérta Lónyaya.